# Bamberger Haus

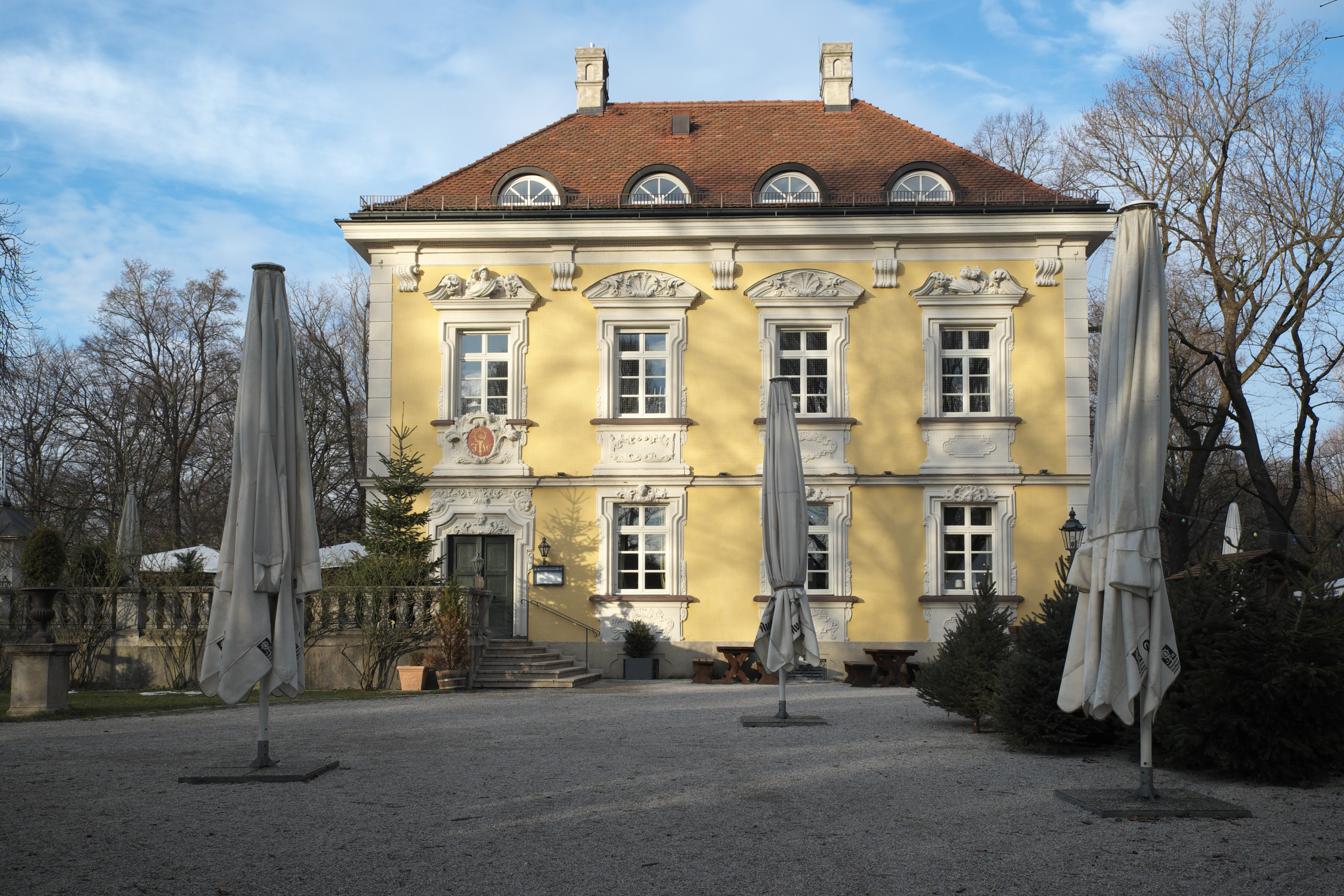
Bamberger Haus

Das Bamberger Haus ist ein neobarockes Gartenrestaurant im Münchner Stadtbezirk Schwabing-West. Es ist das einzige Gebäude in München, das Merkmale des fränkischen Barocks aufweist.

## Lage
Das Bamberger Haus steht an der Brunnerstraße 2 am westlichen Eingang des Luitpoldparks.

## Geschichte
An prominenter Stelle nahe dem neu angelegten Luitpoldpark errichtete der Münchner Architekt Franz Rank 1912 einen einfachen zweigeschossigen Bau. Dabei wurde die barocke Sandstein-Skulptur des Böttingerhauses in Bamberg (auch „Prell-Haus“ genannt), das in der damaligen Judengasse 14 (heute Judenstraße) 1707–1713 errichtet worden war, in die Fassade integriert. Diese Fassadenteile wurden durch Rank nach München überführt, der sie kurz nach 1900 erwerben konnte.
Anlässlich des 90. Geburtstags des Prinzregenten Luitpold schenkte Rank das Gebäude der königlichen Haupt- und Residenzstadt München, in deren Besitz es sich noch immer befindet. Im Zweiten Weltkrieg zerstört, wurde das Bamberger Haus 1983 vollständig wiederaufgebaut und beherbergt ein Restaurant.